# Associazione Calcio Perugia 1967-1968
Questa voce raccoglie le informazioni riguardanti l'Associazione Calcio Perugia nelle competizioni ufficiali della stagione 1967-1968.

## Stagione
In quest'annata il Perugia tornò a calcare i prati della Serie B, dopo diciannove anni di assenza trascorsi a barcamenarsi tra C e IV Serie. La stagione vide i biancorossi lottare per la permanenza in categoria: alla fine del giugno 1968, il campionato regolare si chiuse cogli umbri nella parte bassa della classifica, avendo maturato lo stesso punteggio di Genoa, Lecco, Messina e Venezia; cinque squadre in lotta per accaparrarsi gli ultimi tre posti valevoli la salvezza.

Uno dei neoacquisti della stagione, lo stopper Luigi Polentes.

Il Perugia partecipò così nel luglio successivo a uno speciale girone di spareggio, resosi necessario per decretare le due formazioni destinate alla retrocessione in terza serie — seguendo le già declassate Novara e Potenza —: sui campi neutri di Bologna e Caserta i grifoni, battendo messinesi e lecchesi, pareggiando coi genoani e cadendo coi veneziani, si salvarono a spese dei siciliani. Tuttavia, dato che ancora una volta si verificò una situazione di pari punti, con quattro club per tre posti in palio, si dovette ricorrere a un nuovo raggruppamento di spareggio: ormai alla fine del mese, i perugini superarono genovesi e lagunari e pareggiarono coi lacustri, terminando in testa questo secondo girone e conquistando la definitiva permanenza in cadetteria — al Messina, finì per far compagnia in Serie C il Venezia —, ottenendo il 15º posto finale in classifica al termine di una stagione monstre che, iniziata il 10 settembre 1967, per il club umbro si chiuse solamente il 21 luglio dell'anno seguente.

Il portiere Enzo Magnanini, scomparso trentaduenne in marzo.

Due nuovi acquisti estivi, il centrocampista Vasco Dugini arrivato dalla Maceratese, e l'attaccante Amedeo Balestrieri proveniente dal Siracusa, emersero quali migliori marcatori della squadra grazie alle 9 reti a testa siglate in campionato, cui si aggiunsero rispettivamente 1 e 4 gol nell'ambito degli spareggi-salvezza di fine torneo. Sempre sul lato sportivo l'annata vide — dopo quasi trent'anni d'assenza — il ritorno del Perugia in Coppa Italia, nella parte del tabellone riservata alle compagini di Serie B, dove uscì al primo turno per mano della Lazio: col doppio confronto, andata al Santa Giuliana e ritorno al Flaminio, chiusosi a reti inviolate anche dopo i tempi supplementari, la formazione umbra venne estromessa dalla coppa nazionale solamente per sorteggio, perdendo l'allora usuale lancio della monetina.
La stagione fu altresì segnata dal lutto per la scomparsa dell'estremo difensore biancorosso Enzo Magnanini, deceduto prematuramente il 4 marzo 1968, all'età di 32 anni, a seguito di un incidente automobilistico occorsogli sull'autostrada del Sole, nelle ore successive la sfida di campionato in casa dei potentini.

## Divise
Nella stagione 1967-1968 il Perugia sfoggiò una divisa casalinga composta da maglia rossa con colletto e bordini bianchi, pantaloncini dello stesso colore e calzettoni rossi con dettagli bianchi. L'uniforme da trasferta riprendeva lo stesso semplice stile, ma a colori invertiti. Il classico stemma del club, il grifone rampante, era inserito come consuetudine nella parte sinistra del petto, inglobato all'interno d'uno scudo con fondo bianco.
| Casa | Trasferta |

## Organigramma societario
Area direttiva
- Presidente: Lino Spagnoli
- Segretario: Enzo Rossi

Area tecnica
- Direttore tecnico: Gianni Spagnoli
- Allenatore: Guido Mazzetti

Area sanitaria
- Medico sociale: Mario Tomassini
- Massaggiatore: Oliviero Fiorucci

## Rosa
| N. |                   | Ruolo | Calciatore              |
| -- | ----------------- | ----- | ----------------------- |
|    | Italia (bandiera) | P     | Franco Cacciatori       |
|    | Italia (bandiera) | P     | Enzo Magnanini          |
|    | Italia (bandiera) | P     | Giuseppe Valsecchi      |
|    | Italia (bandiera) | D     | Carlo Azzali (capitano) |
|    | Italia (bandiera) | D     | Giovanni Chiaraluce     |
|    | Italia (bandiera) | D     | Alberto Grossetti       |
|    | Italia (bandiera) | D     | Ernesto Varnier         |
|    | Italia (bandiera) | D     | Gennaro Olivieri        |
|    | Italia (bandiera) | D     | Rocco Panio             |
|    | Italia (bandiera) | D     | Luigi Polentes          |
|    | Italia (bandiera) | C     | Bruno Bacchetta         |

| N. |                   | Ruolo | Calciatore         |
| -- | ----------------- | ----- | ------------------ |
|    | Italia (bandiera) | C     | Mario Cartasegna   |
|    | Italia (bandiera) | C     | Vasco Dugini       |
|    | Italia (bandiera) | C     | Luciano Nunziati   |
|    | Italia (bandiera) | C     | Bruno Piccioni     |
|    | Italia (bandiera) | A     | Amedeo Balestrieri |
|    | Italia (bandiera) | A     | Eros Lolli         |
|    | Italia (bandiera) | A     | Luigi Mainardi     |
|    | Italia (bandiera) | A     | Nicola Marinelli   |
|    | Italia (bandiera) | A     | Angelo Montenovo   |
|    | Italia (bandiera) | A     | Claudio Turchetto  |

## Risultati

### Campionato

#### Girone di andata
| 10 settembre 1967 1ª giornata | Perugia | 1 – 1 | Palermo |  |

| 17 settembre 1967 2ª giornata | Perugia | 3 – 1 | Catania |  |

| 21 ottobre 1945 3ª giornata | Pro Livorno | 2 – 1 | Perugia |  |

| 1º ottobre 1967 4ª giornata | Monza | 1 – 2 | Perugia |  |

| 23 settembre 1951 5ª giornata | Perugia | 1 – 1 | Monticchio Potenza |  |

| 15 ottobre 1967 6ª giornata | Novara | 1 – 1 | Perugia |  |

| 22 ottobre 1967 7ª giornata | Perugia | 1 – 0 | Genoa |  |

| 29 ottobre 1967 8ª giornata | Pisa | 2 – 1 | Perugia |  |

| 5 novembre 1967 9ª giornata | Lazio | 2 – 2 | Perugia |  |

| 23 dicembre 1945 10ª giornata | Perugia | 0 – 0 | Modena |  |

| 19 novembre 1967 11ª giornata | Perugia | 1 – 0 | Padova |  |

| 26 novembre 1967 12ª giornata | Foggia & Incedit | 1 – 0 | Perugia |  |

| 3 dicembre 1967 13ª giornata | Perugia | 0 – 2 | Reggina |  |

| 23 dicembre 1945 14ª giornata | Reggiana | 4 – 2 | Perugia |  |

| 17 dicembre 1967 15ª giornata | Verona | 1 – 1 | Perugia |  |

| 24 dicembre 1967 16ª giornata | Perugia | 0 – 0 | Catanzaro |  |

| 31 dicembre 1967 17ª giornata | Perugia | 3 – 2 | Lecco |  |

| 14 gennaio 1968 19ª giornata | Venezia | 0 – 0 | Perugia |  |

| 21 gennaio 1968 20ª giornata | Perugia | 2 – 1 | Messina |  |

| 28 gennaio 1968 21ª giornata | Bari | 4 – 1 | Perugia |  |

#### Girone di ritorno
| 4 febbraio 1968 22ª giornata | Palermo | 2 – 0 | Perugia |  |

| 11 febbraio 1968 23ª giornata | Catania | 1 – 0 | Perugia |  |

| 18 febbraio 1968 24ª giornata | Perugia | 0 – 1 | Livorno |  |

| 25 febbraio 1968 25ª giornata | Perugia | 1 – 1 | Monza |  |

| 3 marzo 1968 26ª giornata | Potenza | 1 – 0 | Perugia |  |

| 10 marzo 1968 27ª giornata | Perugia | 4 – 2 | Novara |  |

| 17 marzo 1968 28ª giornata | Genoa | 0 – 0 | Perugia |  |

| 24 marzo 1968 29ª giornata | Perugia | 1 – 2 | Pisa |  |

| 31 marzo 1968 30ª giornata | Perugia | 0 – 0 | Lazio |  |

| 7 aprile 1968 31ª giornata | Modena | 2 – 1 | Perugia |  |

| 14 aprile 1968 32ª giornata | Padova | 0 – 0 | Perugia |  |

| 21 aprile 1968 33ª giornata | Perugia | 0 – 1 | Foggia & Incedit |  |

| 28 aprile 1968 34ª giornata | Reggina | 1 – 1 | Perugia |  |

| 5 maggio 1968 35ª giornata | Perugia | 1 – 0 | Reggiana |  |

| 12 maggio 1968 36ª giornata | Perugia | 3 – 1 | Verona |  |

| 19 maggio 1968 37ª giornata | Catanzaro | 0 – 0 | Perugia |  |

| 26 maggio 1968 38ª giornata | Lecco | 3 – 1 | Perugia |  |

| 9 giugno 1968 40ª giornata | Perugia | 1 – 0 | Venezia |  |

| 16 giugno 1968 41ª giornata | Messina | 0 – 0 | Perugia |  |

| 23 giugno 1968 42ª giornata | Perugia | 1 – 1 | Bari |  |

## Statistiche

### Statistiche di squadra
| Competizione | Punti | In casa | In casa | In casa | In casa | In casa | In casa | In trasferta | In trasferta | In trasferta | In trasferta | In trasferta | In trasferta | Totale | Totale | Totale | Totale | Totale | Totale | DR |
| Competizione | Punti | G       | V       | N       | P       | Gf      | Gs      | G            | V            | N            | P            | Gf           | Gs           | G      | V      | N      | P      | Gf     | Gs     | DR |
| ------------ | ----- | ------- | ------- | ------- | ------- | ------- | ------- | ------------ | ------------ | ------------ | ------------ | ------------ | ------------ | ------ | ------ | ------ | ------ | ------ | ------ | -- |
| Serie B      | 36    | 20      | 9       | 7       | 4       | 24      | 17      | 20           | 1            | 9            | 10           | 14           | 28           | 40     | 10     | 16     | 14     | 38     | 45     | -7 |
| Coppa Italia |       | -       | -       | -       | -       | -       | -       | 1            | 0            | 1            | 0            | 0            | 0            | 1      | 0      | 1      | 0      | 0      | 0      | 0  |
| Totale       |       | 20      | 9       | 7       | 4       | 24      | 17      | 21           | 1            | 10           | 10           | 14           | 28           | 41     | 10     | 17     | 14     | 38     | 45     | -7 |

### Statistiche dei giocatori
| Giocatore      | Serie B  | Serie B | Coppa Italia | Coppa Italia | Totale   | Totale |
| Giocatore      | Presenze | Reti    | Presenze     | Reti         | Presenze | Reti   |
| -------------- | -------- | ------- | ------------ | ------------ | -------- | ------ |
| C. Azzali      | 22       | 0       | 1            | 0            | 23       | 0      |
| B. Bacchetta   | 19       | 0       | 1            | 0            | 20       | 0      |
| A. Balestrieri | 28       | 9       | 1            | 0            | 29       | 9      |
| F. Cacciatori  | 26       | -32     | 1            | 0            | 27       | -32    |
| M. Cartasegna  | 23       | 1       | 1            | 0            | 24       | 1      |
| G. Chiaraluce  | 7        | 0       | -            | -            | 7        | 0      |
| V. Dugini      | 32       | 9       | 1            | 0            | 33       | 9      |
| A. Grossetti   | 25       | 2       | -            | -            | 25       | 2      |
| E. Lolli       | 6        | 0       | 1            | 0            | 7        | 0      |
| E. Magnanini   | 4        | -4      | -            | -            | 4        | -4     |
| L. Mainardi    | 33       | 4       | -            | -            | 33       | 4      |
| N. Marinelli   | 7        | 0       | -            | -            | 7        | 0      |
| A. Montenovo   | 18       | 3       | -            | -            | 18       | 3      |
| L. Nunziati    | 1        | 0       | -            | -            | 1        | 0      |
| G. Olivieri    | 34       | 0       | 1            | 0            | 35       | 0      |
| R. Panio       | 39       | 1       | 1            | 0            | 40       | 1      |
| B. Piccioni    | 33       | 0       | 1            | 0            | 34       | 0      |
| L. Polentes    | 39       | 0       | 1            | 0            | 40       | 0      |
| C. Turchetto   | 31       | 7       | 1            | 0            | 32       | 7      |
| G. Valsecchi   | 12       | -9      | -            | -            | 12       | -9     |
| E. Varnier     | 3        | 0       | -            | -            | 3        | 0      |